# Белошейкина, Анна Николаевна
Анна Николаевна Белошейкина (3 апреля 1936, с. Ивановка, Саратовский край — 30 сентября 2021, Асбест, Свердловская область) — Герой Социалистического Труда, старшая регулировщица Уральского асбестового горно-обогатительного комбината имени 50-летия СССР Министерства промышленности строительных материалов СССР, Свердловская область.

## Биография
Родилась 3 апреля 1936 года в селе Ивановка, Саратовский край (ныне — Бековский район Пензенской области).
Окончила школу ФЗО № 13 в городе Асбест.
Трудовую деятельность начала в 1954 году машинистом конвейера асбестообогатительной фабрики № 3. В 1956—1984 годах работала регулировщиком, затем старшим регулировщиком асбестообогатительного оборудования на фабриках № 3 и 4. В 1986 году вышла на пенсию. В 1981 году золотую звезду вручал сам Борис Николаевич Ельцин.
Анна Николаевна избиралась депутатом городского Совета, была победителем социалистических соревнований, членом КПСС.
Являлась ветераном труда ОАО «Ураласбест».
Скончалась 30 сентября 2021 года.

## Память
Асбестовский политехникум учредил стипендию своим учащимся имени Героя Социалистического Труда А. Н. Белошейкиной.

## Награды
За свои достижения была награждена:
- 1966 — орден «Знак Почёта»;
- 1974 — орден Ленина;
- 1979 — звание «Почетный работник комбината „Ураласбест“»;
- 19.03.1981 — звание Герой Социалистического Труда с золотой медалью Серп и Молот и орден Ленина «за выдающиеся успехи, достигнутые в выполнении десятого пятилетнего плана и социалистических обязательств»;
- 9.06.2009 — звание «Почетный гражданин города Асбеста».